# كوري هال
كوري هال (بالإنجليزية: Cory Hall)‏ هو لاعب كرة قدم أمريكية أمريكي، ولد في 5 ديسمبر 1976 في بيكرسفيلد في الولايات المتحدة.

## وصلات خارجية
- كوري هال على موقع مرجع كرة القدم المحترفة.كوم (الإنجليزية)